# Wörterbuch der bairischen Mundarten in Österreich
Das Wörterbuch der bairischen Mundarten in Österreich (WBÖ) ist ein großlandschaftliches Dialektwörterbuch, in dem seit 1911 der bairische Wortschatz in Österreich und dem benachbarten Südtirol dokumentiert wird. In den ersten fünf Bänden sind auch die historische Kanzleisprache und weitere bairischsprachige Gebiete der ehemaligen Monarchie berücksichtigt. Schwesterprojekt ist das Bayerische Wörterbuch der Bayerischen Akademie der Wissenschaften.

## Typus
Das WBÖ richtet sich in erster Linie an Wissenschaftler (Sprachwissenschaftler, Dialektologen, Namenkundler, Lehnwortforscher, Historiker, Volkskundler), aber auch an die an Dialekten interessierten Laien.
Da sich die Sammeltätigkeit für das WBÖ (seit 1913) vorwiegend auf die Sprach-, Sach- und Vorstellungswelt der eingesessenen Bauern und Handwerker konzentrierte, liegt der Schwerpunkt der Wortschatzbeschreibung und -darstellung im basisdialektalen Bereich, höherschichtige Sprachformen werden eher am Rande berücksichtigt. Das WBÖ dokumentiert heute vorwiegend die gesprochenen Dialekte der 1. Hälfte des 20. Jahrhunderts.
Das Untersuchungsgebiet, dessen Umfang sich aus den politisch-territorialen Verhältnissen der Zeit der WBÖ-Gründung (1911) erklärt, umfasst die heutige Republik Österreich (ohne das alemannische Sprachgebiet in Vorarlberg), das schweizerische Samnaun, Südtirol, Südmähren, Südböhmen, den unteren Böhmerwald, einige bairische Belegorte an der heutigen ungarisch-österreichischen Grenze (auf ungarischem Gebiet) sowie die aus dem bayrisch-österreichischen Binnenraum besiedelten Sprachinseln. Bis zu dem 1998 beschlossenen Straffungskonzept fanden im WBÖ außerdem der mittlere und obere Böhmerwald, das Egerland mit Iglau und einige isolierte Belegorte in Slowenien, Westungarn, Rumänien und in der Slowakei Berücksichtigung. Seit 2016/2017 wurde darüber hinaus die Berücksichtigung historischer Wörter bzw. Bedeutungen zugunsten der Straffung des Wörterbuchs aufgegeben.

## Geschichte
Die Kommission zur Schaffung des Österreichisch-Bayerischen Wörterbuchs und zur Erforschung unserer Mundarten der Akademie der Wissenschaften in Wien wurde am 15. März 1911  mit der Zielsetzung gegründet, in Zusammenarbeit mit der Kommission für Mundartforschung der Bayerischen Akademie der Wissenschaften ein gemeinsames gesamtbairisches Dialektwörterbuch zu erstellen. Nach dem Arbeitsplan oblag jeder Akademie das Sammeln und Ordnen des Wortschatzes auf dem eigenen Staatsgebiet.
Die Genehmigung von „Arbeitsplan und Geschäftsordnung für das Bayerisch-Österreichische Wörterbuch“ erfolgte durch die Klassensitzungen der Akademien in Wien und München (Ende 1912), die Einrichtung der Wörterbuchkanzlei und (mit München koordinierter) Beginn der Fragebogenerhebungen 1913.
Obmänner der Wiener Kommission waren die Professoren Joseph Seemüller (1911 bis 1920), Paul Kretschmer (1920 bis 1956), Dietrich Kralik (1956 bis 1959), Richard Meister (1959 bis 1965), Otto Höfler (1965 bis 1967), Eberhard Kranzmayer (1967 bis 1975), Ingo Reiffenstein und Peter Wiesinger. Leitende Redaktoren waren bislang Anton Pfalz, Viktor Dollmayr, Eberhard Kranzmayer, Maria Hornung, Werner Bauer und Ingeborg Geyer.
Im Laufe der Jahre stellte sich heraus, dass das Bearbeitungsgebiet zu umfangreich ist und die sprachlichen Unterschiede – etwa zwischen dem Nord- und dem Südbairischen – zu groß sind für ein gemeinsames Projekt. Dazu kamen noch rein praktische Gründe, aus denen sich eine Bearbeitung in zwei getrennten Wörterbuchprojekten als vorteilhafter erwies. 1961 erfolgte die endgültige Aufgabe des Plans einer mit München koordinierten Publikation des Wörterbuchs. Publikationsbeginn war 1963.
Weitere Eckpunkte:
- Seit 28. Mai 1969: Kommission für Mundartkunde und Namenforschung
- Seit 1. Januar 1993: Einrichtung Österreichische Dialekt- und Namenlexika
- Seit 21. Januar 1994: Institut für Österreichische Dialekt- und Namenlexika
- 1998 Verabschiedung eines Straffungskonzeptes

2015 erfolgte die vorübergehende Einstellung des Projekts. Seit Dezember 2016 wird das WBÖ an der Forschungsabteilung „Variation und Wandel des Deutschen in Österreich“ am Austrian Centre for Digital Humanities and Cultural Heritage (ACDH-CH) der Österreichischen Akademie der Wissenschaften weiter bearbeitet. Im Oktober 2020 wurden die ersten Wörterbuchartikel ab dem Buchstaben F auf dem „Lexikalischen Informationssystem Österreich“ (LIÖ) online gestellt, wo auch das gesamte digitalisierte Handzettelmaterial zur Verfügung steht. Die Einbindung in die neu gegründete Abteilung ermöglicht einen engen Austausch mit weiteren dort ansässigen Projekten wie dem Projekt „Österreichische Dialektkartographie 1924–1956. Digitalisierung, Kontextualisierung, Visualisierung“ oder dem Spezialforschungsbereich (SFB) „Deutsch in Österreich. Variation – Kontakt – Perzeption“.